# Roderich Benedix
Roderich Benedix (født 21. januar 1811 i Leipzig, død 26. september 1873 sammesteds) var en tysk lystspildigter.